# Kenesaw, Nebraska
Kenesaw, Nebraska (енгл. Kenesaw) град је у америчкој савезној држави Небраска.

## Демографија
По попису из 2010. године број становника је 880, што је 7 (0,8%) становника више него 2000. године.
| Група             | 2000.       | 2010.       |
| Белци             | 860 (98,5%) | 862 (98,0%) |
| Афроамериканци    | 0 (0,0%)    | 1 (0,1%)    |
| Азијати           | 0 (0,0%)    | 3 (0,3%)    |
| Хиспаноамериканци | 6 (0,7%)    | 8 (0,9%)    |
| Укупно            | 873         | 880         |